# Teupin Ara (Teunom)
Teupin Ara is een bestuurslaag in het regentschap Aceh Jaya van de provincie Atjeh, Indonesië. Teupin Ara telt 529 inwoners (volkstelling 2010).